# Johann Woynarowicz
Johann Woynarowicz, též Jan Wojnarowicz, v českém tisku rovněž přepisován jako Jan Vojnarovič (1814 – 22. října 1892 Černovice), byl rakouský státní úředník a politik z Bukoviny, v 2. polovině 19. století poslanec Říšské rady.

## Biografie
Působil jako místodržitelský rada. Byl též poslancem Bukovinského zemského sněmu. Do sněmu byl zvolen v roce 1870 za obvod Siret. Tehdy byl okresním hejtmanem. Na mandát v zemském sněmu rezignoval v únoru 1892 v rámci hromadné rezignace poslanců v důsledku ostrého sporu mezi zemským hejtmanem a zemským hejtmanem (místodržícím). Zastával i funkci člena zemského výboru. Získal Řád železné koruny a Řád Františka Josefa.
Zasedal jako poslanec Říšské rady (celostátního parlamentu), kam usedl v prvních přímých volbách do Říšské rady roku 1873 za městskou kurii, obvod Suceava, Siret, Rădăuți. V roce 1873 se uvádí jako rytíř Johann Woynarowicz, penzionovaný c. k. místodržitelský rada, bytem Černovice. V roce 1873 zastupoval v parlamentu blok Ústavní strany (centralisticky a provídeňsky orientované). V jejím rámci patřil k staroliberálnímu křídlu. V roce 1878 byl členem poslaneckého klubu levice.
Zemřel v říjnu 1892 ve věku 78 let.